# Rapper Sword

Northumbria

Der Rapper-Sword-Schwerttanz (der keinerlei Beziehung zum Rap hat) wurde ursprünglich in den Bergarbeiterdörfern der Grafschaften Northumberland und Durham (Northumbria) in Nordostengland
aufgeführt. Der Tanz hat fünf Tänzer (oft begleitet von zwei Charakteren namens Tommy und Betty), die in einer ungebrochenen mit kurzen biegsamen Schwerten (Namens "Rapper") gebundenen Kette tanzen. Der Tanz ist mit dem Long-Sword-Tanz der Grafschaft Yorkshire als auch mit anderen europäischen Kettenschwerttänzen verwandt.
Laut den frühen historischen Berichten hat sich der Tanz wahrscheinlich aus einer älteren Tradition entwickelt, die mit starren Schwertern aufgeführt wurde und dem Long-Sword-Tanz ähnelte. Irgendwann im 19. Jahrhundert wurden diese starren Schwerter durch die biegsamen Rappers ersetzt. Diese große Entwicklung der Tradition könnte möglicherweise zufällig gewesen sein – vielleicht hat jemand ein Schwert aus einem biegsamen Stück Stahl improvisiert (wie ein Sägeblatt, dessen Zähne abgefeilt worden waren), und die Person hatte die Inspiration, das volle Potential der biegsamen Rappers anzuerkennen. Wir wissen jedoch, dass viele Rapper-Mannschaften des 19. Jahrhunderts Rapper aus Werkzeugen der Bergwerke nach solcher Art improvisiert hatten; jedenfalls wären vor der Erfindung des Bessemer-Prozesses 1855, der die preiswerte Herstellung von Stahl erlaubte, speziell angefertigte Rapper untragbar teuer gewesen.
Während des 19. Jahrhunderts, reisten die Rapper-Schwerttänzer der Bergwerksdörfer jährlich in die Städte Newcastle upon Tyne, Sunderland oder Durham, um den Tanz vor der Stadtbevölkerung aufzuführen – und auch um etwas Geld zu verdienen. Während der 1920er und 1930er wurde diese Tradition wiederbelebt um Geld während der Bergarbeiterstreiks und Arbeitslosigkeit der Weltwirtschaftskrise zu verdienen.
Führende Darsteller der Tradition in ihrer Heimat schließen die Newcastle Kingsmen und High Spen Blue Diamonds ein. Ein Wettbewerb, der für alle Rapper-Vereine offen ist, namens Dancing England Rapper Tournament (DERT), findet jährlich statt.

## Bilder
Diese Bilder des Rapper-Schwerttanzes stammen aus den Websites der Newcastle Kingsmen und des World Millennium Sword Spectacular.
|  |  |
|  |  |
|  |  |